# Родинська міська рада
Родинська міська́ ра́да — орган місцевого самоврядування у складі Покровської міської ради Донецької області. Адміністративний центр — місто Родинське.

## Загальні відомості
- Населення ради: 10863 осіб (станом на 1 січня 2011 року)

## Населені пункти
Міській раді підпорядковані населені пункти:
- м. Родинське

## Склад ради
Рада складається з 30 депутатів та голови.
- Голова ради: Федоров Сергій Володимирович
- Секретар ради: Левицька Тетяна Федорівна

### Керівний склад попередніх скликань
| ПІБ                          | Основні відомості                                                       | Дата обрання | Дата звільнення |
| ---------------------------- | ----------------------------------------------------------------------- | ------------ | --------------- |
| Ковальов Євген Іванович      | Міський голова, 1941 року народження, член Партії регіонів              | 26.03.2006   | 01.02.2008      |
| Козловський Дмитро Олегович  | Міський голова, 1969 року народження, безпартійний                      | 12.06.2008   | 31.10.2010      |
| Джураєв Валентин Мусаєвич    | Міський голова, 1958 року народження, освіта вища, член Партії регіонів | 31.10.2010   | 20.11.2013      |
| Федоров Сергій Володимирович | Міський голова, 1979 року народження, освіта вища, безпартійний         | 25.05.2014   |                 |

Примітка: таблиця складена за даними джерела

### Депутати
За результатами місцевих виборів 2010 року депутатами ради стали:

#### За суб'єктами висування
| Суб'єкт висування                | Кількість обраних депутатів | %    |
| -------------------------------- | --------------------------- | ---- |
| Партія регіонів                  | 22                          | 73,3 |
| Політична партія «Нова політика» | 4                           | 13,3 |
| Комуністична партія України      | 2                           | 6,7  |
| Ліберальна партія України        | 1                           | 3,3  |
| Політична партія «Фронт Змін»    | 1                           | 3,3  |

#### За округами
| № округу                         | Прізвище, ім'я, по батькові       | Дата визнання обраним | Освіта                    | Партійна приналежність                 | Відомості про обраного депутата                                                                         |
| -------------------------------- | --------------------------------- | --------------------- | ------------------------- | -------------------------------------- | --- |
| Комуністична партія України      |                                   |                       |                           |                                        | |
| б/м                              | Васьковський Генадій Сергійович   | 01.11.2010            | Освіта середня            | член Комуністичної партії України      | приватний підприємець                                                                                   |
| б/м                              | Колєсніков Володимир Іванович     | 01.11.2010            | Освіта вища               | член Комуністичної партії України      | КЛПУ «Родинська міська лікарня», лікар- отоларинголог                                                   |
| Ліберальна партія України        |                                   |                       |                           |                                        | |
| 13                               | Солод Сергій Вікторович           | 01.11.2010            | Освіта вища               | позапартійний                          | ООО «Олівія», лікар-стоматолог                                                                          |
| Партія регіонів                  |                                   |                       |                           |                                        | |
| б/м                              | Попов Олег Геннадійович           | 01.11.2010            | Освіта вища               | член Партії регіонів                   | ДП "ВК «Краснолиманська», начальник дільниці № 1                                                        |
| б/м                              | Федоров Юрій Олексійович          | 01.11.2010            | Освіта вища               | член Партії регіонів                   | ДП "ВК «Краснолиманська», начальник дільниці МДРАЗ                                                      |
| б/м                              | Алісейчик Олена Федорівна         | 01.11.2010            | Освіта вища               | член Партії регіонів                   | ДП "ВК «Краснолиманська», інженер інформаційно-аналітичного відділу                                     |
| б/м                              | Овсянников Анатолій Володимирович | 01.11.2010            | Освіта середня            | член Партії регіонів                   | ДП "ВК «Краснолиманська», начальник дільниці ШТ — 1                                                     |
| б/м                              | Гаджиєва Антоніна Павлівна        | 01.11.2010            | Освіта середня            | член Партії регіонів                   | шахта «Родинська» ДП «Красноармійськвугілля», начальник відділу кадрів                                  |
| б/м                              | Брускова Ірина Євгенівна          | 01.11.2010            | Освіта вища               | член Партії регіонів                   | ДП "ВК «Краснолиманська», начальник інформаційно-обчислювального відділу                                |
| б/м                              | Сушко Сергій Михайлович           | 01.11.2010            | Освіта вища               | член Партії регіонів                   | ДП "ВК «Краснолиманська», заступник голови профспілки ДП "ВК «Краснолиманська»                          |
| б/м                              | Кошман Тетяна Володимирівна       | 01.11.2010            | Освіта середня спеціальна | член Партії регіонів                   | ДП "ВК «Краснолиманська», завгосп санаторія-профілакторія «Про-мінь»                                    |
| б/м                              | Линник Олександр Олександрович    | 01.11.2010            | Освіта середня спеціальна | член Партії регіонів                   | ТОВ «Краснолиманське», гРОВ, дільниця № 2                                                               |
| 1                                | Івченко Микола Васильович         | 01.11.2010            | Освіта вища               | член Партії регіонів                   | ВП шахта «Родинська», головний інженер                                                                  |
| 2                                | Сафранков Андрій Олександрович    | 01.11.2010            | Освіта середня спеціальна | член Партії регіонів                   | ДП "ВК «Краснолиманська», електрослюсар підземний ДПР 2                                                 |
| 3                                | Осянніков Володимир В'ячеславович | 01.11.2010            | Освіта вища               | член Партії регіонів                   | ДП "ВК «Краснолиманська», дільниця ШТ 1 гірничий робітник                                               |
| 4                                | Овчіннікова Надія Миколаївна      | 01.11.2010            | Освіта вища               | член Партії регіонів                   | Родинський професійний ліцей, директор                                                                  |
| 5                                | Левицька Тетяна Федорівна         | 01.11.2010            | Освіта вища               | член Партії регіонів                   | Красноармійська міська рада, головний спеціалістадміністративного відділу Красноармійської міської ради |
| 6                                | Хоматова Анжеліка Василівна       | 01.11.2010            | Освіта середня спеціальна | член Партії регіонів                   | шахта «Родинська», гірноробітниця дільниці ПТК                                                          |
| 7                                | Щепотін Валентин Іванович         | 01.11.2010            | Освіта вища               | член Партії регіонів                   | ДП "ВК «Краснолиманська», голова проф.-спілки ДП"ВК «Краснолиманська»                                   |
| 8                                | Ляшенко Микола Григорович         | 01.11.2010            | Освіта вища               | член Партії регіонів                   | ФОК міста Родинське, директор                                                                           |
| 9                                | Колєснікова Олена Вікторівна      | 01.11.2010            | Освіта вища               | член Партії регіонів                   | КЛПУ Родинська міська лікарня, головний лікар                                                           |
| 10                               | Гнідаш Оксана Василівна           | 01.11.2010            | Освіта вища               | член Партії регіонів                   | ДП "ВК «Краснолиманська», бухгалтер розрахункового сектору                                              |
| 11                               | Борисов Олег Вікторович           | 01.11.2010            | Освіта вища               | член Партії регіонів                   | ДП "ВК «Краснолиманська», гРОВ дільниця № 1                                                             |
| 12                               | Фоміна Наталія Павлівна           | 01.11.2010            | Освіта вища               | член Партії регіонів                   | ДП "ВК «Краснолиманська», редактор газети «Передовик»                                                   |
| 15                               | Соловйова Олена Миколаївна        | 01.11.2010            | Освіта вища               | член Партії регіонів                   | загальноосвітня школа № 8 м. Родинське, директор                                                        |
| Політична партія «Нова політика» |                                   |                       |                           |                                        | |
| б/м                              | Песчанська Марина Леонідівна      | 01.11.2010            | Освіта вища               | член Політичної партії «Нова політика» | пенсіонер                                                                                               |
| б/м                              | Трубчаніна Олена Михайлівна       | 01.11.2010            | Освіта вища               | позапартійна                           | Родинська загальноосвітня школа № 8, вчитель вищої категорії                                            |
| б/м                              | Іщук Людмила Вікторівна           | 01.11.2010            | Освіта вища               | позапартійна                           | ДЗ № 37 «Оленка» Красноармійского відділу освіти, завідувачка                                           |
| 14                               | Мельничин Василь Дмитрович        | 01.11.2010            | Освіта середня            | позапартійний                          | ДП "ВК «Краснолиманська», прохідник дільниці УПР № 3                                                    |
| Політична партія «Фронт Змін»    |                                   |                       |                           |                                        | |
| б/м                              | Бондал Наталія Володимирівна      | 01.11.2010            | Освіта середня            | член Політичної партії «Фронт Змін»    | приватний підприємець                                                                                   |